# Chrysometa satura
Chrysometa satura là một loài nhện trong họ Tetragnathidae.
Loài này thuộc chi Chrysometa. Chrysometa satura được Herbert W. Levi miêu tả năm 1986.